# レナータ・フォン・ロートリンゲン
レナータ・フォン・ロートリンゲン（Renata von Lothringen, 1544年4月20日 - 1602年5月22日）は、バイエルン公ヴィルヘルム5世の妃。フランス語名ではルネ・ド・ロレーヌ（Renée de Lorraine）。

## 生涯
ロレーヌ公フランソワ1世と妃クリスティーヌ・ド・ダヌマルクの長女として、ナンシーで生まれた。
1560年代初め、ルター派であるスウェーデン王エリク14世が、レナータに結婚の申し込みをすべく使者を送ってきた。エリクはそれまでも他の王族との結婚を画策してきたが全て失敗に終わっており、結局身分の低い愛妾カリン・モンスドッテルと正式に結婚した。レナータを結婚相手にと願ったエリクの狙いは、彼女がデンマーク・スウェーデン・ノルウェーの王だった廃王クリスチャン2世の孫娘にあたるため、自分の王位を堅固にすることであった。
エリクとの結婚はなかったが、およそ300年後にバイエルン選帝侯家を通じてレナータの子孫であるロイヒテンベルク公女ジョゼフィーヌがスウェーデン王太子オスカル（のちのオスカル1世）と結婚した。ジョゼフィーヌを通じて、現在のスカンディナヴィアの3王家にはレナータの血が流れていることになる。
1568年2月22日、ヴィルヘルムと結婚。ミュンヘンで行われた式の盛大さを、細部にわたってマッシモ・トロイアーノが著書『ディアロギ』（1569年）に書き残している。

## 子女
- クリストフ（1570年、夭折）
- クリストフ（1572年 - 1580年）
- マクシミリアン（1573年 - 1651年） - バイエルン選帝侯マクシミリアン1世
- マリア・アンナ（1574年 - 1616年） - 神聖ローマ皇帝フェルディナント2世の最初の皇后
- フィリップ・ヴィルヘルム（1576年 - 1598年） - レーゲンスブルク大司教、枢機卿
- フェルディナント（1577年 - 1650年） - ケルン大司教（選帝侯）
- エレオノーレ・マグダレーナ（1579年 - 1580年）
- カール（1580年 - 1587年）
- アルブレヒト（1584年 - 1666年）
- マグダレーネ（1587年 - 1628年） - プファルツ＝ノイブルク公ヴォルフガング・ヴィルヘルムと結婚